# نادي باكو
نادي باكو (بالأذرية: "Bakı" Futbol Klubu)‏ هو نادي كرة قدم في أذربيجان تأسس في 1997 يقع مقره في باكو. يلعب في الدوري الأذربيجاني الدرجة الأولى. تعود ملكية النادي لحافظ مامادوف.

## روابط خارجية
- الموقع الرسمي
- نادي باكو على UEFA.COM
- نادي باكو على EUFO.DE
- نادي باكو على Weltfussball.de
- نادي باكو على Football-Lineups.com